# Mont Adams
Vous lisez un « article de qualité » labellisé en 2010.
Pour les articles homonymes, voir Mont Adams (Australie), Mont Adams (mont sous-marin) et Adams.
Le mont Adams, en anglais Mount Adams, du nom du président John Adams, est un volcan des États-Unis situé dans le Sud de l'État de Washington. Il fait partie de l'arc volcanique des Cascades, un arc volcanique regroupant plusieurs volcans dont le mont Saint Helens et le mont Rainier, et se situe dans la chaîne des Cascades. Culminant à 3 742 mètres d'altitude, sa dernière éruption remonte aux alentours de 950. Néanmoins, il reste surveillé car la présence d'une importante calotte glaciaire à son sommet et sur ses flancs constitue une menace pour les populations environnantes si le volcan venait à se réveiller en faisant fondre ses glaciers.
La montagne, essentiellement recouverte de conifères en dessous de l'étage alpin, est protégée au sein de la forêt nationale Gifford Pinchot et de l'aire sauvage du mont Adams. Sur son versant oriental se trouve depuis 1855 la réserve indienne de Yakama. Si cette présence autochtone est avérée depuis 9 000 ans, le sommet est redécouvert en 1805 par l'expédition Lewis et Clark. Il est gravi pour la première fois en 1854 ; relativement peu technique, il est depuis devenu une destination populaire possédant plusieurs approches.

## Toponymie

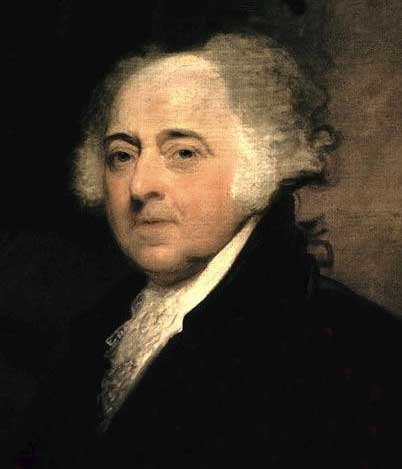
Portrait de John Adams, deuxième président des États-Unis.

Le mont Adams est appelé Mount Adams en anglais. Dans les années 1830, Hall J. Kelley propose de renommer la chaîne des Cascades Presidents’ Range,, ou Presidential Range selon les sources,, et d'attribuer à chaque volcan un nom de président des États-Unis. L'idée est rejetée, à l'exception du mont Adams, nom qui était destiné au mont Hood afin d'honorer John Adams et qui échoit par erreur à un volcan encore anonyme.
Dans les langues des Amérindiens, la montagne est nommée Pah-to, Pahto, Paddo ou encore Pahtoe signifiant « qui se tient haut ».

## Géographie

### Localisation
Le mont Adams est situé dans le Nord-Ouest des États-Unis, dans le Sud de l'État de Washington. Le sommet ainsi que les flancs nord-est et sud de la montagne font partie du comté de Yakima tandis que son piémont occidental est inclus dans celui de Skamania. Il se trouve à 85 kilomètres de Yakima à l'est-nord-est, à 120 kilomètres de Portland au sud-ouest et à 135 kilomètres de Tacoma au nord-nord-ouest. La gorge du Columbia, qui forme la frontière de l'État avec celui de l'Oregon, entaille la chaîne des Cascades, dont fait partie le sommet, à 50 kilomètres au sud. Le mont Saint Helens s'élève à 55 kilomètres à l'ouest, le mont Rainier à 75 kilomètres au nord-nord-ouest et le mont Hood à 90 kilomètres au sud-sud-ouest. Une des villes les plus proches est White Salmon, au sud, à la confluence de la rivière du même nom en rive droite du Columbia. L'océan Pacifique se trouve 200 kilomètres à l'ouest. La montagne est accessible par le sud depuis la Washington State Route 14 ou l'Interstate 84, puis en suivant la Washington State Route 141 sur 47 kilomètres en direction du nord jusqu'à la limite de la forêt nationale de Gifford Pinchot, et enfin en empruntant la route forestière 8040500.

### Topographie

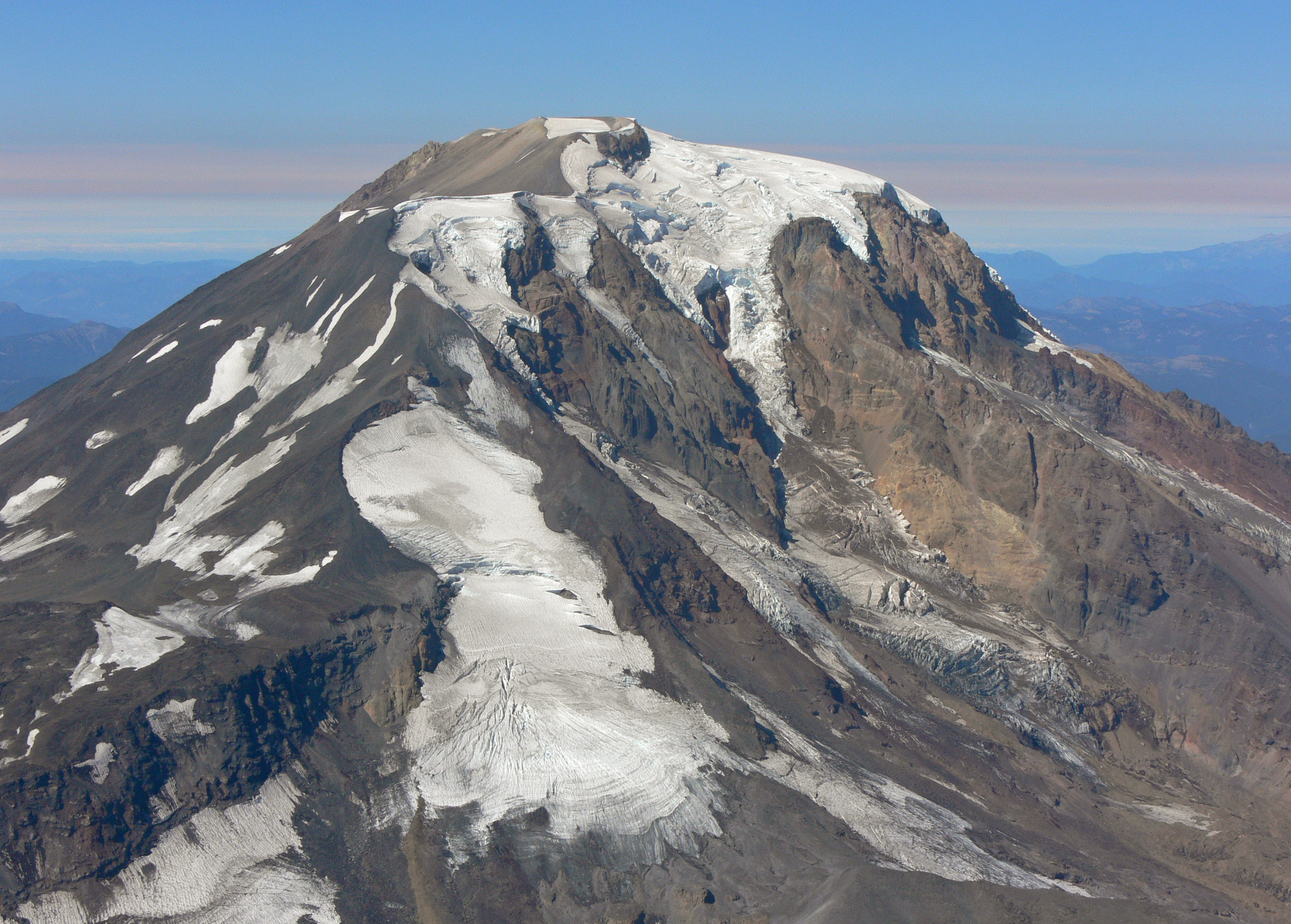
Vue sur la zone sommitale du volcan.

Le mont Adams forme un léger ovale dont la base est allongée, dans le sens nord/sud, sur une trentaine de kilomètres et couvre environ 650 km2. Le sommet culmine à 3 742 mètres d'altitude,, ce qui en fait le deuxième de l'État de Washington après le mont Rainier et le troisième de la chaîne des Cascades derrière le mont Shasta. Plusieurs promontoires rocheux l'entourent de près : The Pinacle, The Castle, Piker’s Peak. Ils sont le résultat de l'érosion glaciaire et de l'emboîtement de plusieurs anciens cratères qui rendent la zone sommitale relativement plate. Le cratère central est entièrement comblé par la neige et s'ouvre vers l'ouest. Les différentes crêtes (du Rempart, des Miracles, du Nord, Suksdorf, Stagman, Crotton), qui descendent de manière radiale et surplombent des gorges fortement érodées, sont dominées par quelques cônes volcaniques remarquables : Red Butte, Goat Butte, South Butte, le Petit mont Adams ou encore Burnt Rock. De nombreuses grottes souterraines, des tunnels de lave, sont présentes au pied du mont Adams, souvent proches de la surface. Près du Trout Lake, les Ice Caves (littéralement « grottes de glace ») sont ainsi nommées en raison de la neige accumulée à leur entrée et de leurs stalactites,.

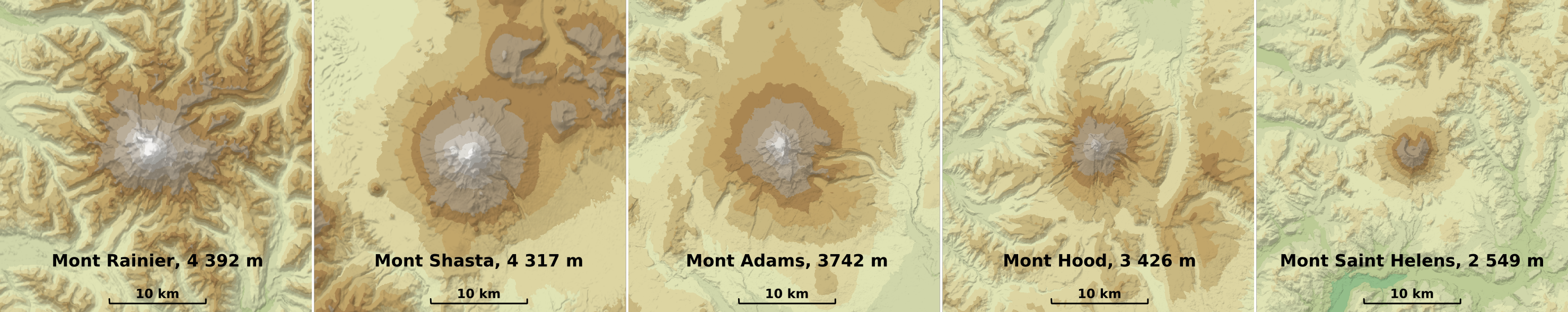
Cartes topographiques comparatives de cinq volcans majeurs des Cascades ; le mont Adams est le troisième à partir de la gauche.

### Hydrographie

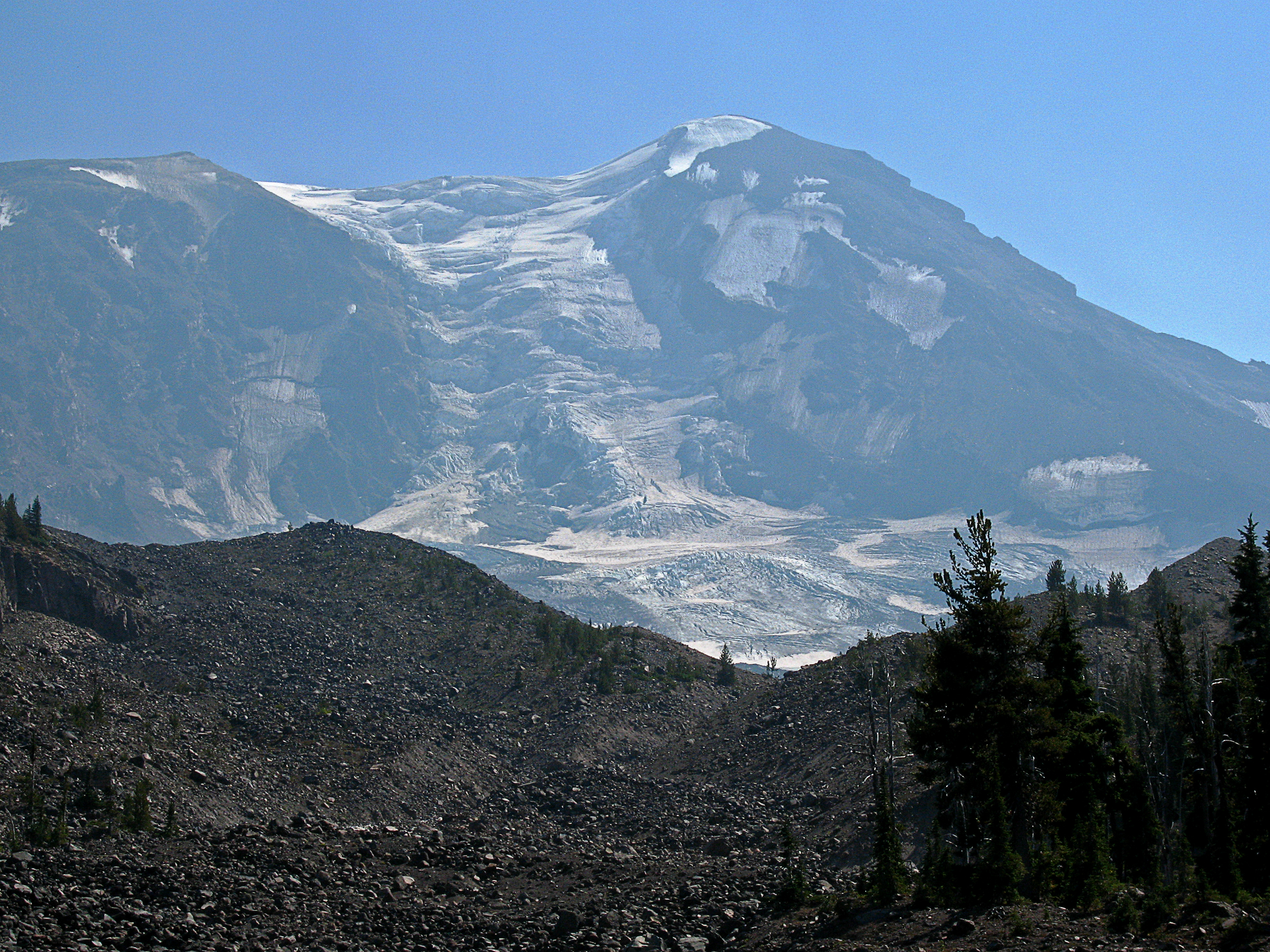
Vue du glacier Adams.

Le mont Adams est recouvert par une douzaine de glaciers. Il s'agit, en partant du nord dans le sens des aiguilles d'une montre, des glaciers Lava, Lyman, Wilson, Rusk, Klickitat, Mazama, Gotchen, Crescent, Avalanche, White Salmon, Pinacle et Adams. Ils couvrent 16 km2, soit 2,5 % de la superficie du volcan. L'eau issue de la fonte des glaciers et des précipitations pluvio-neigeuses s'infiltre lentement dans la roche poreuse et resurgit en cascades à la base du cône principal. Au cours de la dernière glaciation, 90 % de la montagne était recouverte par une calotte locale, dont les plus grands glaciers actuels sont les reliquats. Le plus étendu, le glacier Adams sur le versant nord-ouest, emprunte un profond couloir et descend jusqu'à 2 100 mètres d'altitude en une série de cascades de glace sur 4 kilomètres de long. Il constitue le deuxième plus vaste glacier de la chaîne des Cascades après le glacier Carbon du mont Rainier. Le glacier Klickitat, sur le versant est, naît au creux d'un cirque naturel de 1,6 kilomètre d'arc et se termine à 1 800 mètres d'altitude.
Le mont Adams est entièrement compris dans le bassin du Columbia. Les glaciers Avalanche et White Salmon donnent naissance, sur le versant sud-ouest, au Cascade Creek et au Salt Creek qui, en se rejoignant, grossissent la White Salmon, affluent du fleuve. Si le Trout Lake Creek n'est pas directement alimenté par les eaux de fonte des glaciers du mont Adams, il y a 6 000 ans son cours a été interrompu par une avalanche de débris, la seule grande depuis la fin de la dernière glaciation, qui a créé le Trout Lake (« lac à la truite ») juste en amont de la confluence avec la White Salmon. Les eaux du Riley Creek et du Mutton Creek se jettent dans la rivière Lewis, elle-même alimentée par le glacier Adams, sur le versant ouest, et tributaire du Columbia. L'Adams Creek prend également sa source au pied du glacier et se jette pour sa part dans la Cispus River, affluent de la Cowlitz. Sur le versant est, les Little et Big Muddy Creek alimentent la rivière Klickitat.

### Géologie
La chaîne des Cascades telle qu'elle se présente de nos jours se met en place entre 7 et 5 millions d'années BP, au début du Pliocène. Avec la séparation simultanée de la plaque Explorer de la plaque Juan de Fuca et l'épaississement de la zone de subduction qui a donné naissance à l'arc volcanique des Cascades, l'angle du plan de Wadati-Benioff augmente. Les frictions deviennent plus intenses, le relief s'accroît et le volcanisme reprend. Les principaux volcans des High Cascades naissent entre 3 millions d'années et 140 000 ans BP,. Le volcanisme qui donne naissance au mont Adams primitif apparaît 940 000 ans BP.

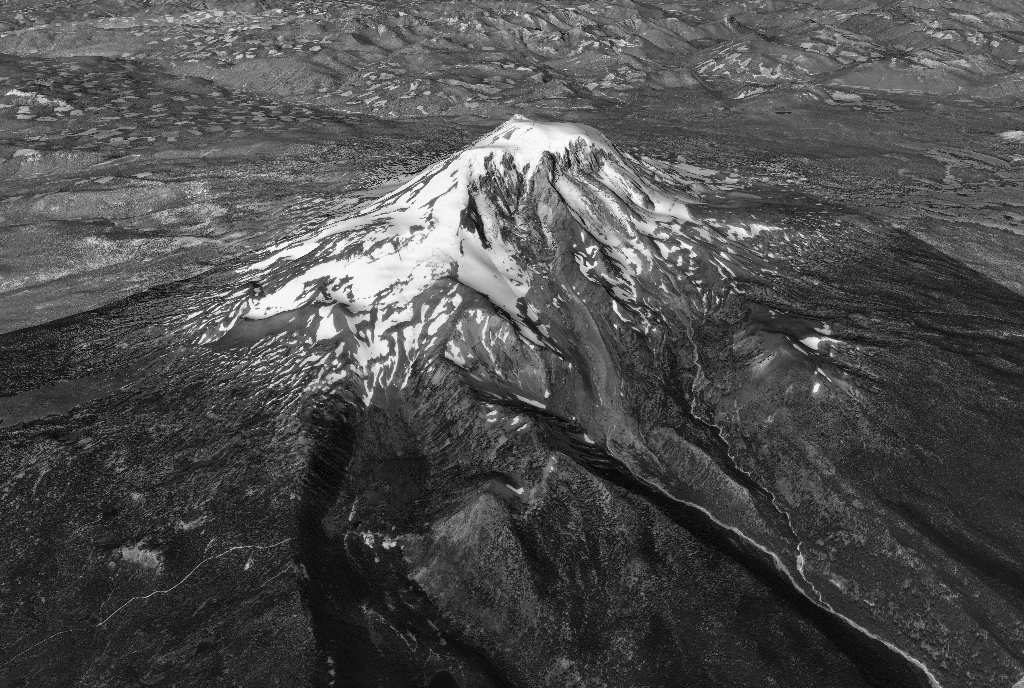
Image de synthèse du mont Adams avec Goat Butte à droite et le Petit mont Adams en bas, au premier plan. L'érosion glaciaire et les anciennes avalanches de débris sont bien visibles sur ce versant.

Les différents édifices qui se construisent se mettent en place au-dessus d'un socle de roches volcaniques émises tout au long de l'Oligocène. Contrairement aux autres stratovolcans de l'État de Washington, composés d'andésite, le mont Adams est de nature complexe : de la brèche constitue son cœur, des coulées de lave andésitique et basaltique ont comblé les dépressions et les vallées sur les versants tandis que le sommet et les cônes satellites sont formés d'andésite et de dacite. L'activité géothermale combinant chaleur et émissions de gaz a provoqué l'altération d'une grande partie des roches en argile kaolinite, en oxyde de fer, en composés sulfurés et en quartz. Devenues instables, elles ont causé plusieurs avalanches de débris et lahars, dont le plus long s'étend sur 52 kilomètres.
Le mont Adams est inclus dans un champ volcanique comprenant une soixantaine de bouches éruptives alignées selon un axe orienté nord-nord-ouest/sud-sud-est et totalisant un volume de 200 km3. Il est ainsi le deuxième volcan ayant émis le plus de matériel éruptif après le mont Shasta, en Californie, et devant le mont Rainier qui s'est construit au-dessus d'un socle de granodiorite du Miocène.

### Climat

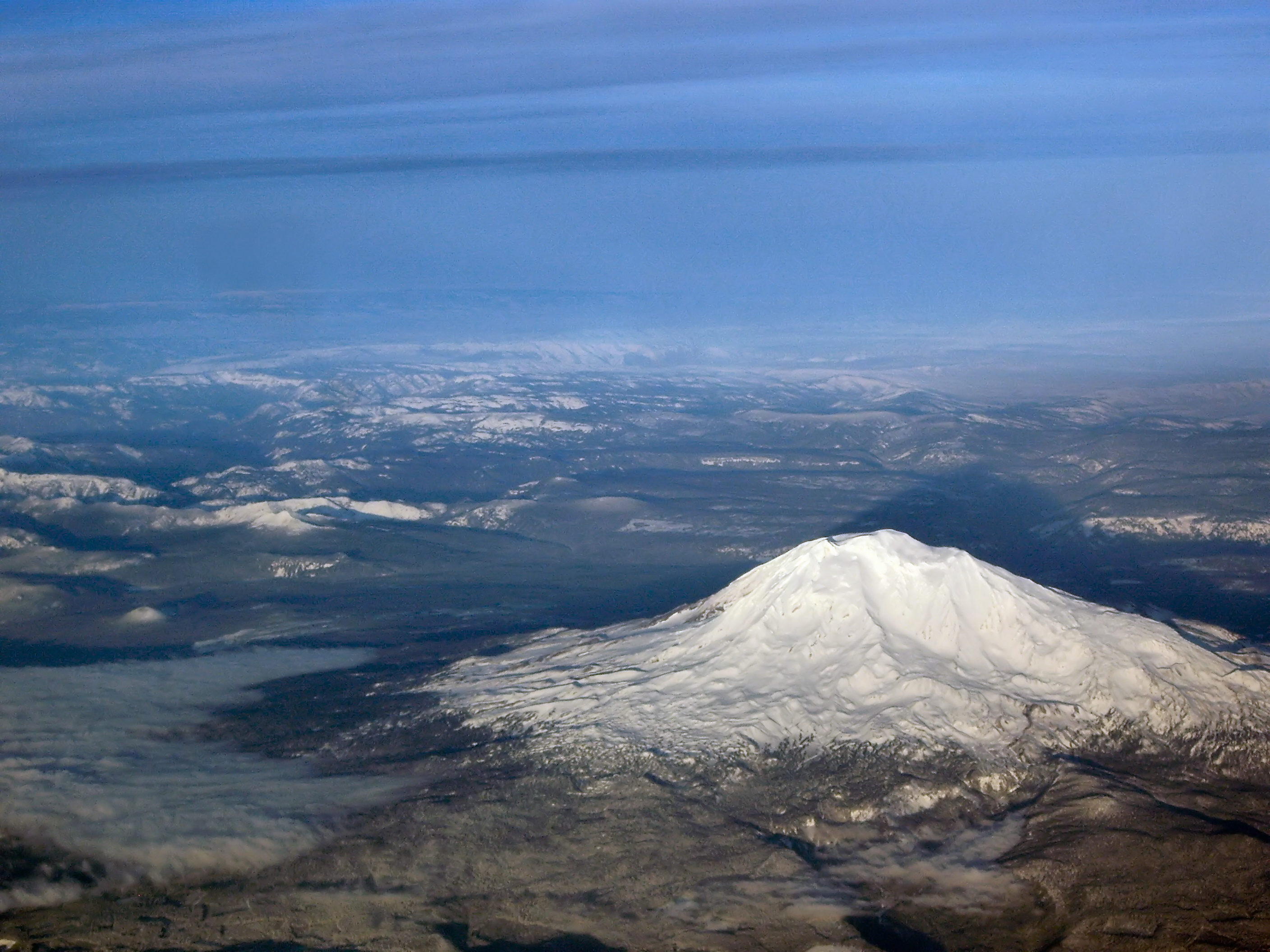
Vue aérienne du mont Adams enneigé au mois de décembre 2006.

Les précipitations sur le mont Adams proviennent, comme dans toute la chaîne des Cascades, des masses d'air humide de l'océan Pacifique amenées par le biais des vents dominants d'ouest. Elles butent sur le relief imposé par la montagne et se déversent principalement sur le versant occidental par phénomène d'ombre pluviométrique. Ainsi, elles dépassent des hauteurs annuelles d'eau de 1 000 mm en moyenne, pouvant aller jusqu'au double à l'instar de 1950. Cela se traduit par ailleurs par d'importantes quantités de neige. Ainsi, le record relevé à la station ranger du mont Adams est de 6,85 mètres de neige cumulée durant cette même année 1950, assez loin toutefois des 28,96 mètres reçus en une saison au mont Baker, dans les North Cascades, en 1998-1999.
| Mois                                        | jan.       | fév.       | mars       | avril      | mai       | juin      | jui.      | août      | sep.       | oct.       | nov.       | déc.       | année      |
| ------------------------------------------- | ---------- | ---------- | ---------- | ---------- | --------- | --------- | --------- | --------- | ---------- | ---------- | ---------- | ---------- | ---------- |
| Température minimale moyenne (°C)           | −5,5       | −3,7       | −1,8       | 0,3        | 3,4       | 6,7       | 8,7       | 8,1       | 4,8        | 1,4        | −1,4       | −3,8       | 1,4        |
| Température moyenne (°C)                    | −1,6       | 0,8        | 4          | 7,6        | 11,6      | 15,1      | 18,6      | 18        | 14         | 8,6        | 2,9        | −0,3       | 8,7        |
| Température maximale moyenne (°C)           | 2,3        | 5,4        | 9,8        | 14,8       | 19,7      | 23,4      | 28,4      | 27,9      | 23,2       | 15,8       | 7,1        | 3,1        | 15,1       |
| Record de froid (°C) date du record         | −32,2 1930 | −31,1 1950 | −21,7 1955 | −10,6 1936 | −6,7 1954 | −2,2 1929 | −2,2 1981 | −2,2 1980 | −11,7 2000 | −13,9 2002 | −25,6 1985 | −28,9 1964 | −32,2 1930 |
| Record de chaleur (°C) date du record       | 15 1928    | 17,8 1926  | 26,1 1939  | 33,3 1926  | 36,1 1986 | 39,4 1924 | 42,2 1939 | 42,2 1981 | 36,7 1988  | 31,7 1980  | 21,1 1965  | 17,2 1924  | 42,2 1939  |
| Précipitations (mm)                         | 194,8      | 139,2      | 116,8      | 59,4       | 40,1      | 29        | 7,1       | 15        | 33,8       | 91,4       | 176,5      | 201,9      | 1 105,4    |
| dont neige (cm)                             | 91         | 45         | 20         | 4          | 0         | 0         | 0         | 0         | 0          | 1          | 24         | 69         | 253        |
| Record de pluie en 24 h (mm) date du record | 121,9 1999 | 81,5 1949  | 106,2 2002 | 52,8 1929  | 48 1949   | 50,8 1931 | 29,2 1995 | 55,9 1979 | 53,1 1972  | 85,1 1994  | 95,3 1999  | 182,9 1934 | 182,9 1934 |

### Milieu naturel
La richesse de la biodiversité des espèces sur le volcan s’explique par la présence de biotopes variés. Le volcan joue en effet le rôle de frontière naturelle entre les régions humides de l’ouest et les régions plus arides à l’est de la chaîne des Cascades. Son important dénivelé agit également sur la biodiversité en créant de nombreux biotopes.
Selon l'Agence de protection de l'environnement des États-Unis, le mont Adams se trouve dans l'écorégion de la « cordillère occidentale des montagnes boisées du nord-ouest »,,,. Selon le système de classement du WWF, la zone appartient à l'écorégion Central and Southern Cascades forests qui se caractérise par une région montagneuse couverte de conifères et dont le climat est d'autant plus humide que l’on se dirige vers l'ouest de la région.

#### Flore
En altitude, les conditions favorables à la croissance des plantes se limitent à une très courte période. La floraison débute ainsi vers la mi-juillet et s’achève dès la mi-août. En plus du climat difficile, le sol en lui-même n’est pas de très bonne qualité ce qui limite d’autant plus le développement de la flore.
Au-dessus de la limite des arbres se trouvent la Phlox diffuse (Phlox diffusa), la Pédiculaire (Pedicularis racemosa), la Vergerette (Erigeron peregrinus), le Lupin (Lupinus latifolius), la Mimule de Lewis (Mimulus lewisii) et le « Pinceau indien » (Castilleja parviflora). Les zones sablonneuses accueillent la Cistanthe à ombelle (Cistanthe umbellata). Parmi les autres plantes se trouvent le Phyllodoce à feuilles de camarine (Phyllodoce empetriformis), la Gentiane (Gentiana calycosa), le Lys des avalanches (Erythronium montanum), l’Herbe d'ours (Xerophyllum tenax), la Renouée (Polygonum newberryi), le Gryoselle de Jeffrey (Dodecatheon jeffreyi) et le Populage blanc (Caltha leptosepala). Les anciennes coulées de lave sont plutôt recouvertes de mousses et de lichens.

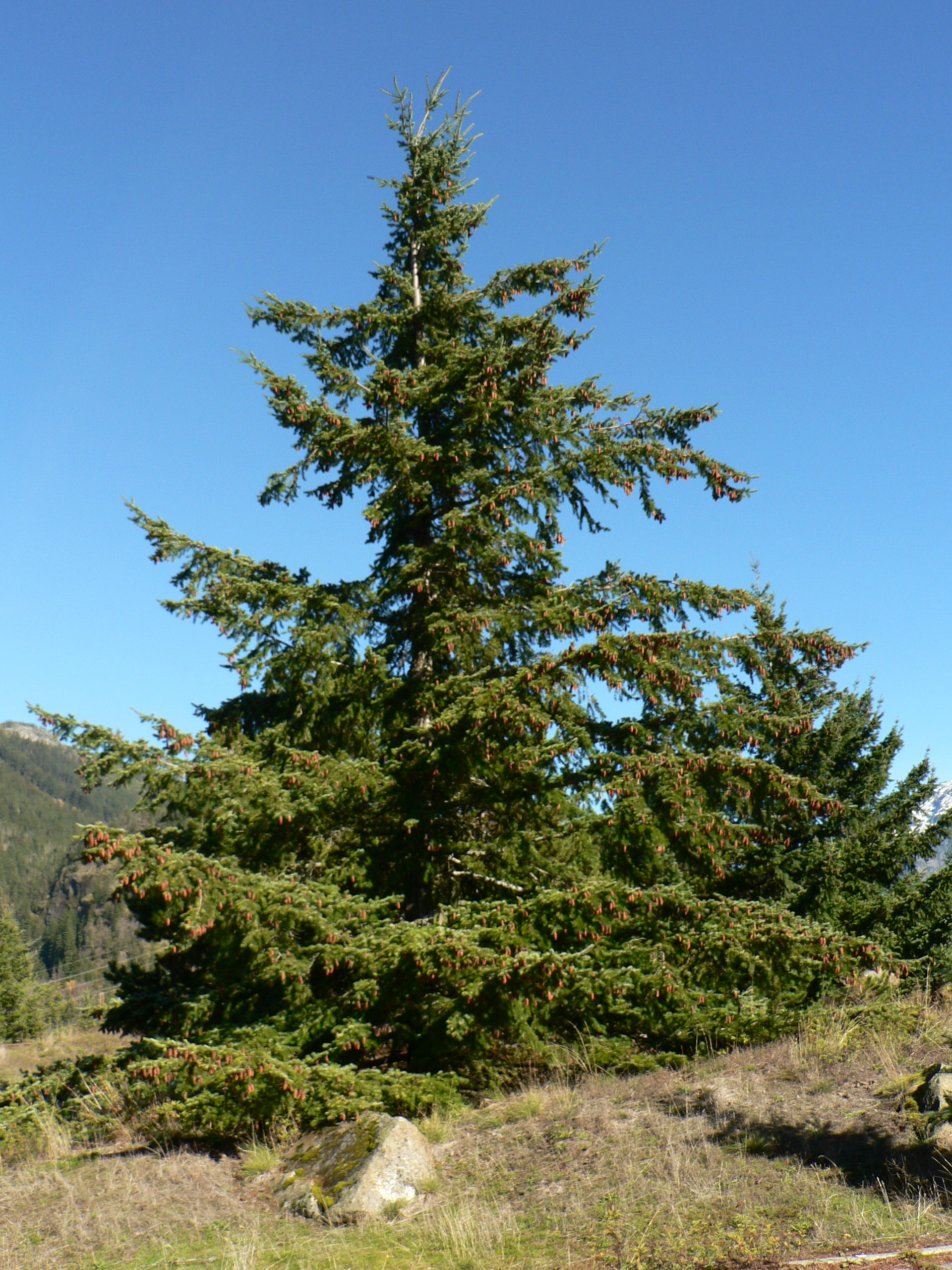
Pin d'Oregon.

La forêt se compose essentiellement de conifères. À basse altitude, elle se compose du Sapin gracieux (Abies amabilis), de la Pruche de l'Ouest (Tsuga heterophylla), du Sapin noble (Abies procera), du Sapin de Douglas (Pseudotsuga menziesii), du Thuya géant de Californie (Thuja plicata) et du Pin argenté (Pinus monticola). Plus haut, ces arbres se font remplacer par le Pin à écorce blanche (Pinus albicaulis), la Pruche subalpine (Tsuga mertensiana) et le Sapin subalpin (Abies lasiocarpa). Parmi les autres arbres se trouvent l’Épicéa d'Engelmann (Picea engelmannii) et le Pin tordu (Pinus contorta). L’Azalée blanche (Rhododendron albiflorum) et le Genévrier commun (Juniperus communis) représentent quelques-uns des arbustes de la région. La région est également appréciée des touristes grâce à la présence de nombreuses plantes portant des baies comestibles (Huckleberry) dont l’airelle à feuilles membraneuses (Vaccinium membranaceum).

#### Faune

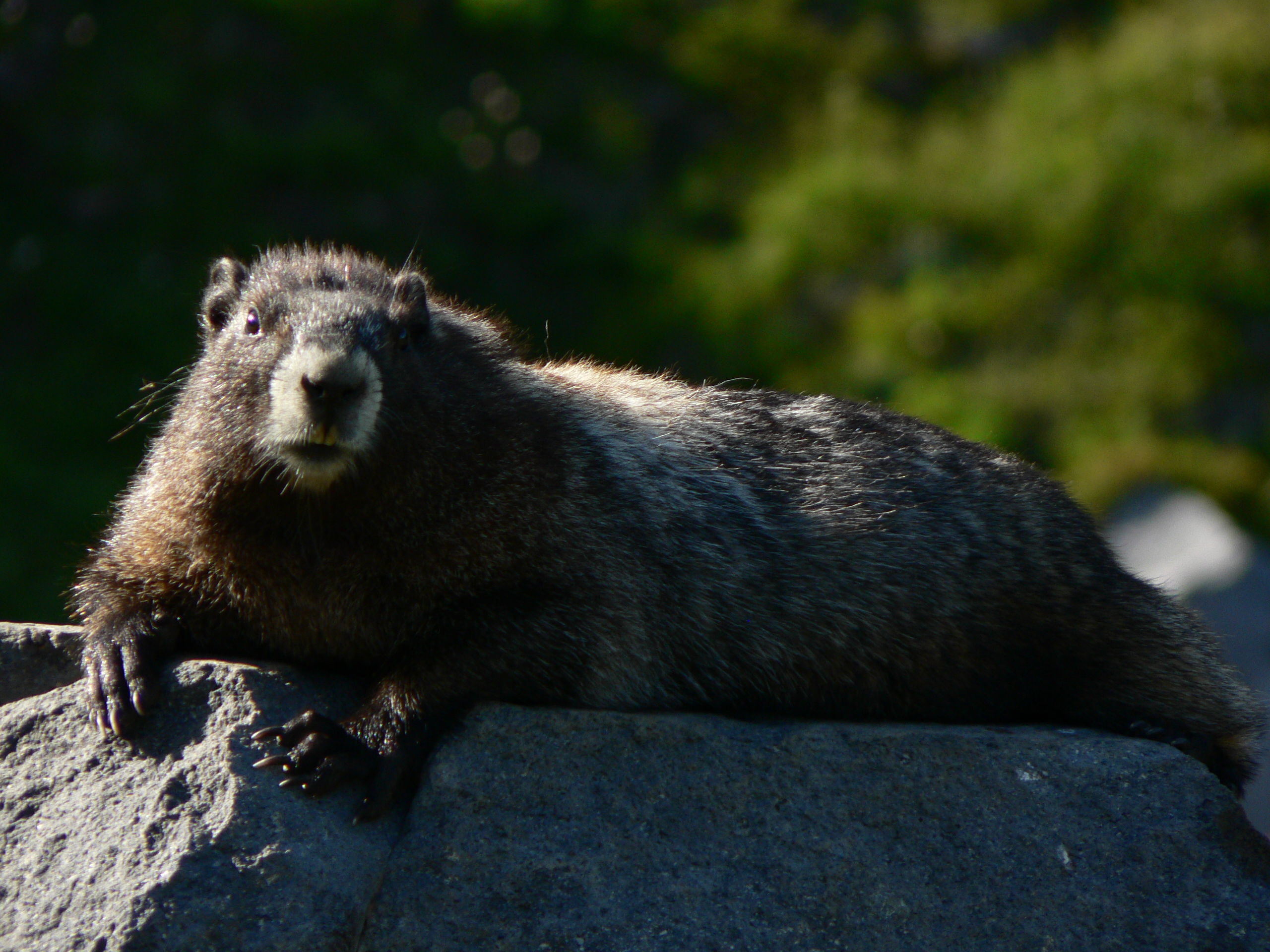
Marmotte des Rocheuses.

Les mammifères sont représentés par l’Ours noir (Ursus americanus), le Cerf hémione (Odocoileus hemionus columbianus), le Wapiti (Cervus canadensis), le Coyote (Canis latrans), la Marmotte des Rocheuses (Marmota caligata), la Musaraigne palustre (Sorex palustris), le Pika américain (Ochotona princeps), le Lièvre d'Amérique (Lepus americanus), le Spermophile à mante dorée des Cascades (Spermophilus saturatus), l'Écureuil terrestre de Californie (Spermophilus beecheyi), l'Écureuil de Douglas (Tamiasciurus douglasii), le Tamia mineur (Tamias minimus), le Tamia de Townsend (Tamias townsendii), le Porc-épic d'Amérique (Erethizon dorsatum), la Martre d'Amérique (Martes americana) et la Chèvre des montagnes Rocheuses (Oreamnos americanus).

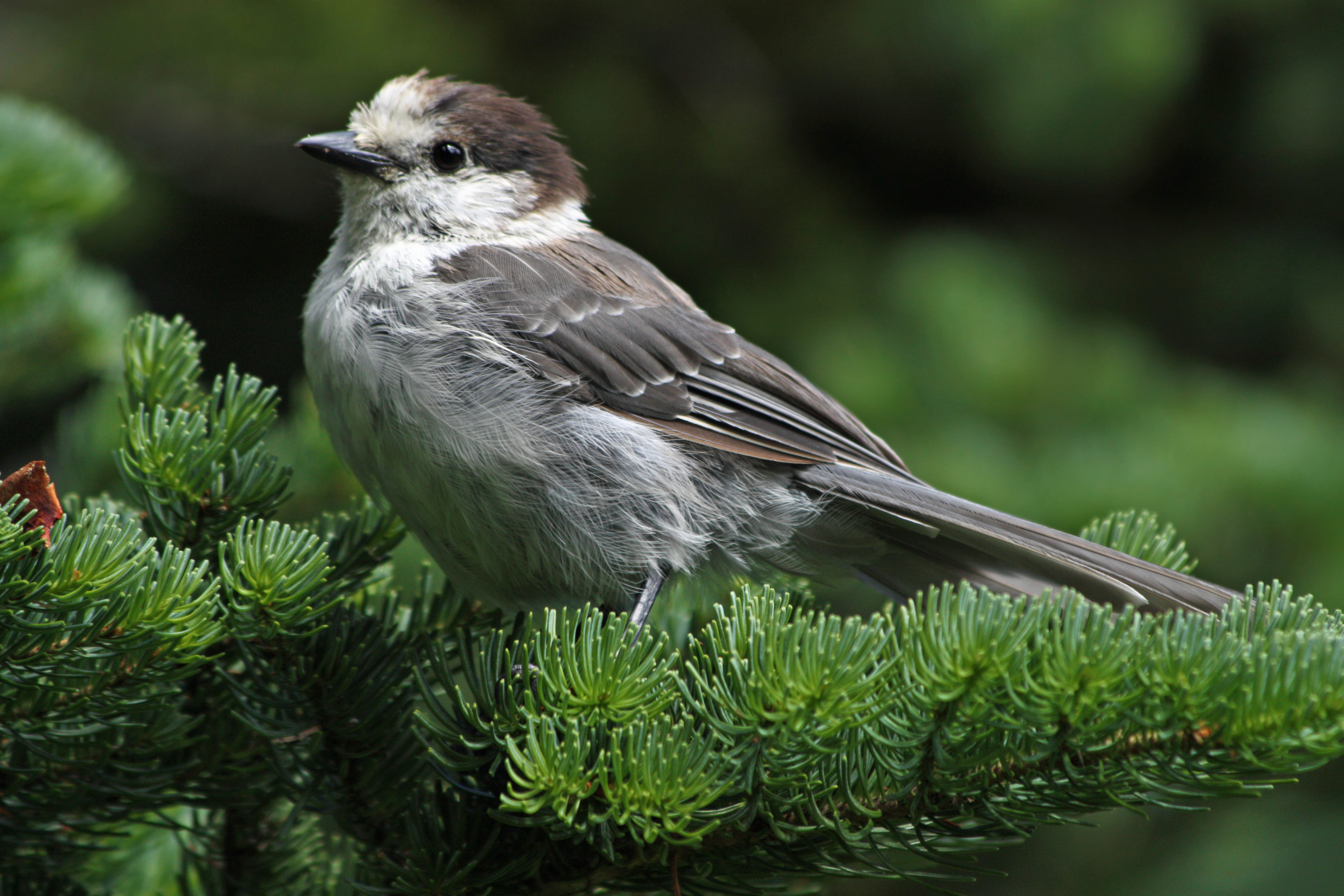
Mésangeai du Canada.

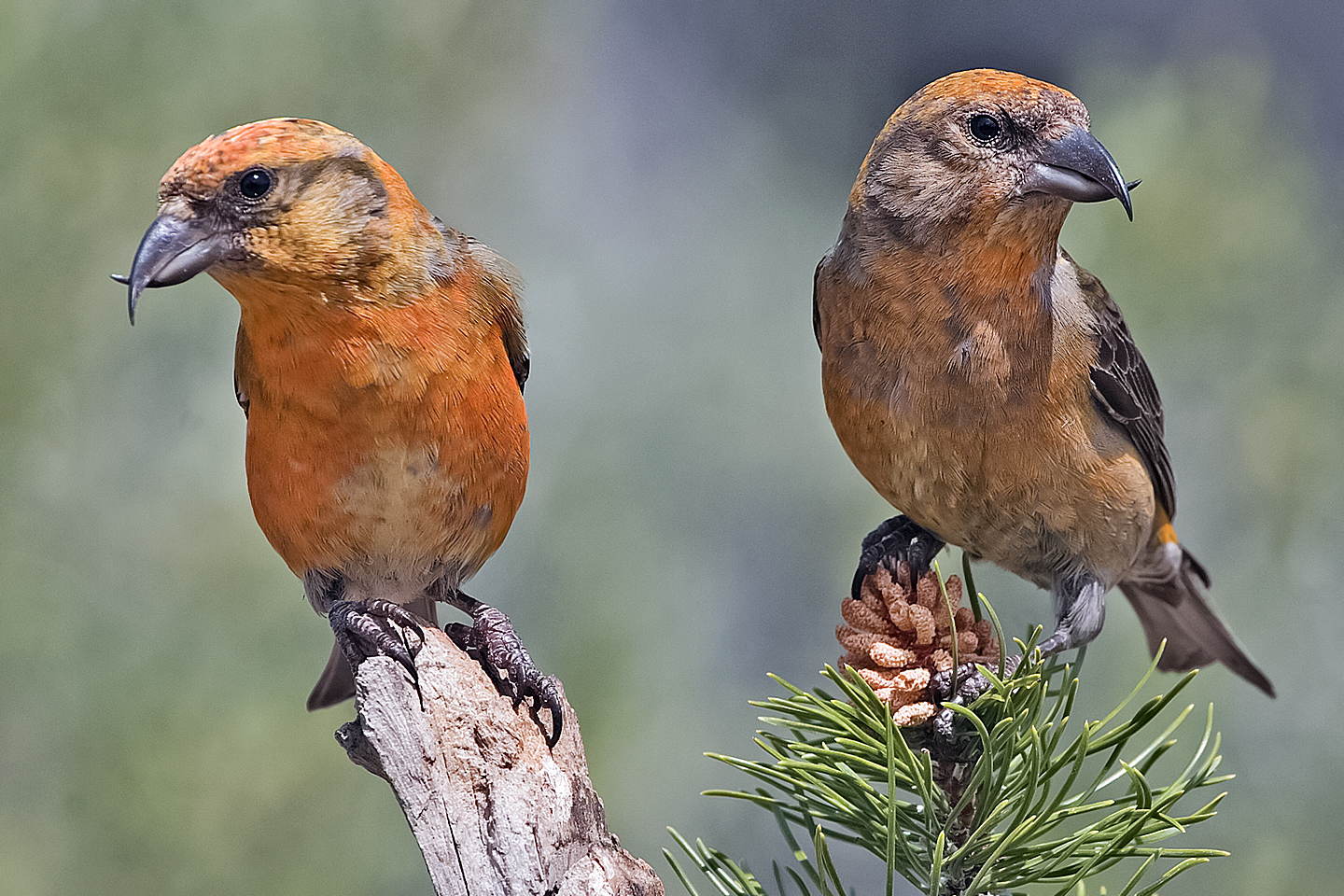
Couple de Becs-croisés des sapins.

Parmi les oiseaux se trouvent le Tétras fuligineux (Dendragapus fuliginosus), le Tétras du Canada (Falcipennis canadensis), le Lagopède à queue blanche (Lagopus leucura), le Mésangeai du Canada (Perisoreus canadensis), la Mésange de Gambel (Poecile gambeli), le Cassenoix d'Amérique (Nucifraga columbiana), le Roitelet à couronne dorée (Regulus satrapa), le Roselin à tête grise (Leucosticte tephrocotis), la Buse à queue rousse (Buteo jamaicensis), l'Autour des palombes (Accipiter gentilis), l'Épervier de Cooper (Accipiter cooperii), l'Épervier brun (Accipiter striatus), le Faucon des prairies (Falco mexicanus), l'Aigle royal (Aquila chrysaetos), l'Urubu à tête rouge (Cathartes aura), la Gélinotte huppée (Bonasa umbellus), le Grand-duc d'Amérique (Bubo virginianus), l'Engoulevent d'Amérique (Chordeiles minor), le Martinet de Vaux (Chaetura vauxi), le Colibri roux (Selasphorus rufus), le Pic à tête blanche (Picoides albolarvatus), le Pic mineur (Picoides pubescens), le Pic chevelu (Picoides villosus), le Pic flamboyant (Colaptes auratus), le Pioui de l'Ouest (Contopus sordidulus), le Moucherolle à côtés olive (Contopus cooperi), le Viréo mélodieux (Vireo gilvus), le Grand Corbeau (Corvus corax), le Geai de Steller (Cyanocitta stelleri), l'Hirondelle à face blanche (Tachycineta thalassina), l'Alouette hausse-col (Eremophila alpestris), la Mésange à tête noire (Poecile atricapillus), la Mésange à dos marron (Poecile rufescens), la Sittelle à poitrine rousse (Sitta canadensis), le Grimpereau brun (Certhia americana), le Troglodyte mignon (Troglodytes troglodytes), le Roitelet à couronne rubis (Regulus calendula), le Solitaire de Townsend (Myadestes townsendi), le Merle d'Amérique (Turdus migratorius), le Pipit d'Amérique (Anthus rubescens), la Paruline de Townsend (Dendroica townsendi), la Paruline à croupion jaune (Dendroica coronata), le Tangara à tête rouge (Piranga ludoviciana), le Cardinal à tête noire (Pheucticus melanocephalus), le Tohi tacheté (Pipilo maculatus), le Junco ardoisé (Junco hyemalis), le Bec-croisé des sapins (Loxia curvirostra), le Roselin de Cassin (Carpodacus cassinii), le Gros-bec errant (Hesperiphona vespertina) et le Tarin des pins (Carduelis pinus).

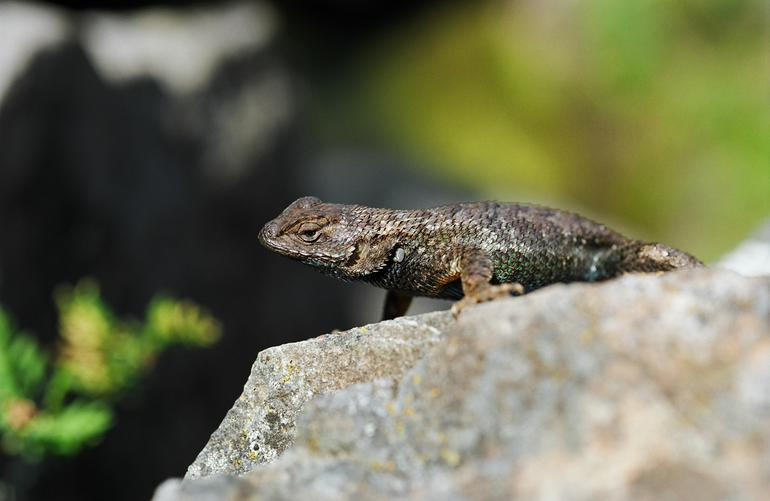
Lézard des palissades.

Quelques reptiles sont présents, à l'instar du Lézard des palissades (Sceloporus occidentalis), de la Couleuvre agile (Coluber constrictor), de la Couleuvre à nez mince (Pituophis catenifer) et de la Couleuvre du Nord-Ouest (Thamnophis ordinoides).

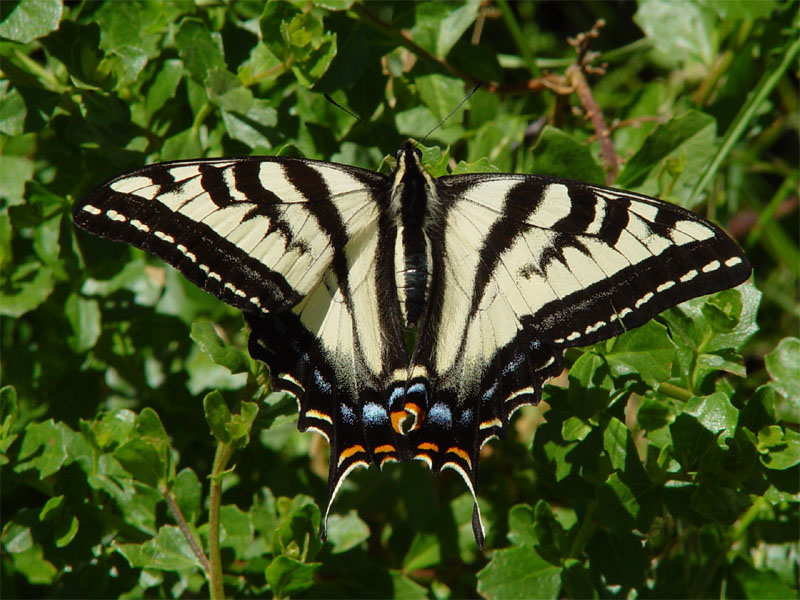
Papilio eurymedon.

Parmi les insectes figurent des fourmis, des syrphes, des chrysopes, des taons, des mouches à toison, des bombyles, des bourdons, des abeilles, des fourmis de velours, des libellules dont l'Anax de juin (Anax junius) et des demoiselles, des coléoptères, des criquets ou encore des papillons dont Oeneis nevadensis, Cercyonis sthenele, Papilio eurymedon, Papilio zelicaon, Papilio rutulus, Carterocephalus palaemon, l'Hespérie du brome (Carterocephalus palaemon), Hesperia juba, Callophrys augustinus, Incisalia eryphon, Neophasia menapia, Pontia sisymbrii, le Fadet des tourbières (Coenonympha tullia), Colias philodice, le Vulcain (Vanessa atalanta), Limenitis lorquini, la Belle-Dame (Vanessa cardui), Vanessa annabella, Aglais milberti, le Morio (Nymphalis antiopa), la Vanesse du céanothe (Nymphalis californica), Apodemia mormo, Speyeria zerene, le Nacré lapon (Boloria chariclea), Phyciodes cocyta, Phyciodes mylitta, Phyciodes pulchella, Chlosyne hoffmanni, Chlosyne palla, Euphydryas chalcedona, Polygonia gracilis, Callophrys sheridanii, le Porte-queue gris (Strymon melinus), Lycaena mariposa, Lycaena helloides, Lycaena nivalis, Plebejus anna, l'Azuré des soldanelles (Agriades glandon), Icaricia icarioides, Plebejus melissa, Glaucopsyche lygdamus, Celastrina echo, Hemileuca eglanterina et Pyrrharctia isabella.

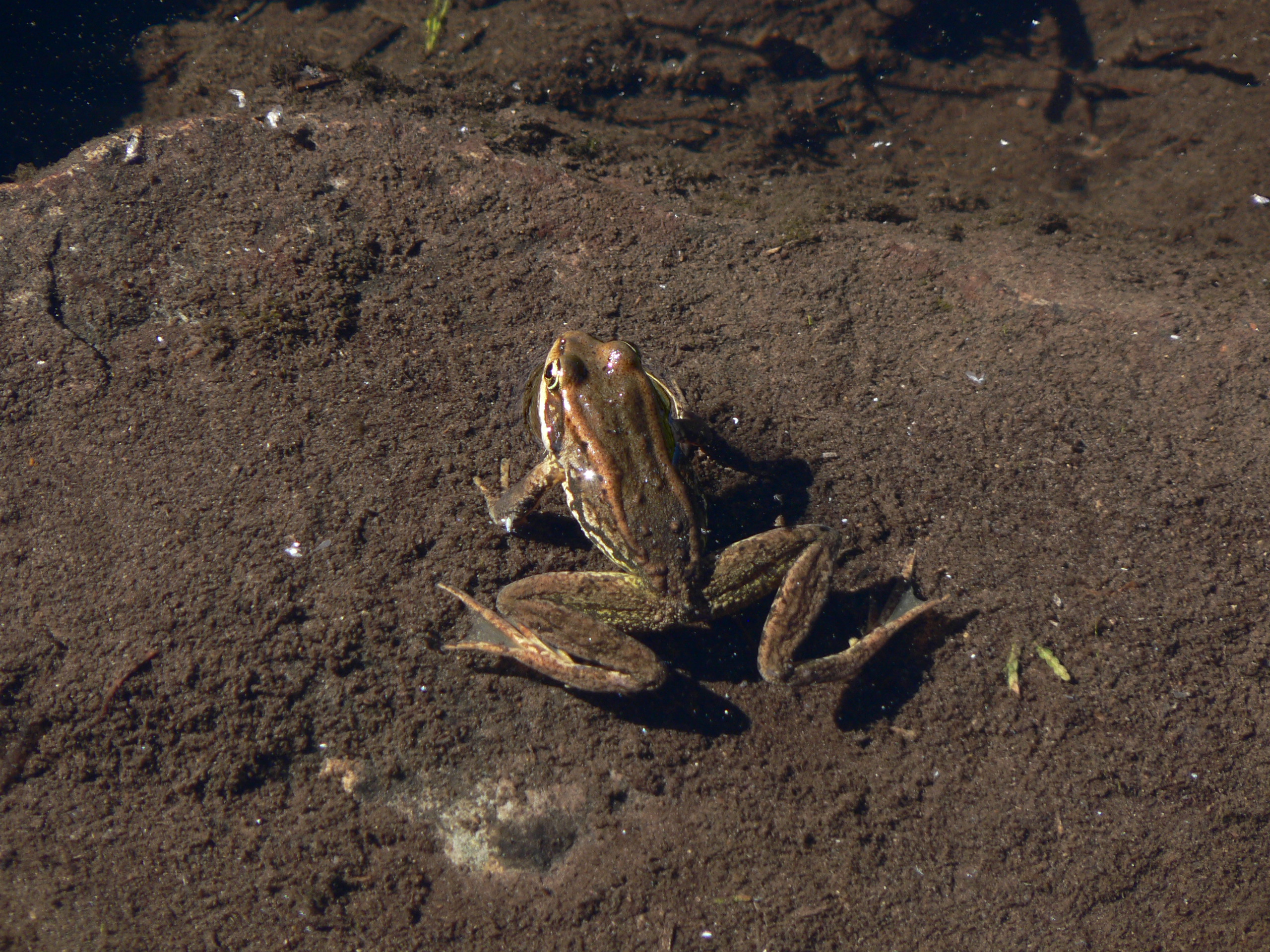
Une Grenouille des Cascades.

Les mollusques sont représentés par des escargots, les arachnides par Argiope sp. et les amphibiens par le Triton rugueux (Taricha granulosa), la Rainette du Pacifique (Pseudacris regilla), la Grenouille des Cascades (Rana cascadae) et le Crapaud boréal (Anaxyrus boreas).

## Histoire

### Histoire éruptive
Le volcanisme ayant donné naissance au mont Adams a débuté il y a 940 000 ans. Trois périodes éruptives se sont succédé avec la construction de trois stratovolcans successifs il y a 500 000, 450 000 et 30 000 ans. Le volcan actuel est né au cours de la dernière période et a connu 24 éruptions explosives.

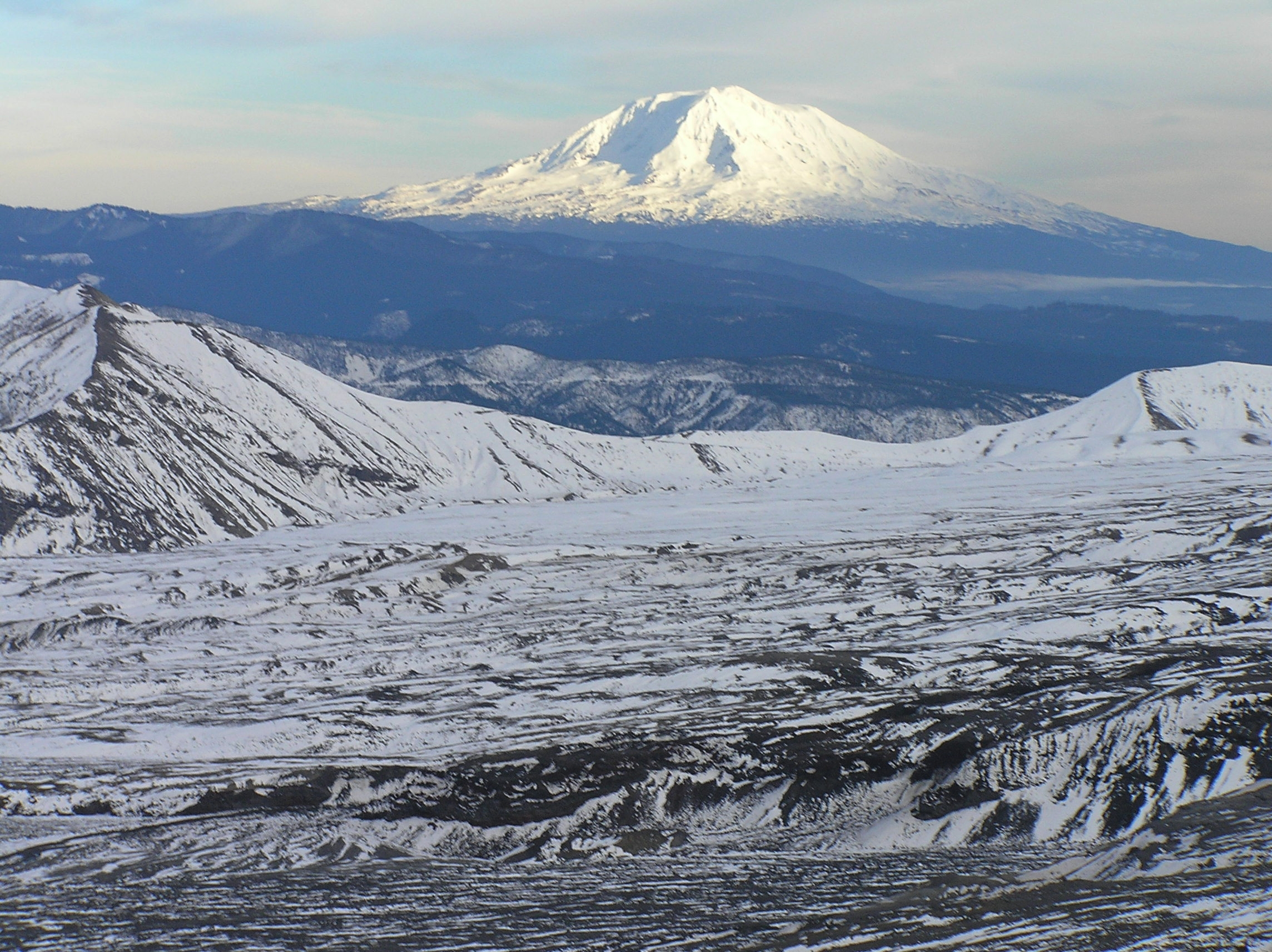
Vue du mont Adams depuis le cratère du mont Saint Helens.

Au cours de ces éruptions, des coulées de lave se sont parfois épanchées sur ses flancs entre 2 600 et 2 100 mètres d'altitude. La plus grande de ces coulées, la cheire Muddy Fork, datée d'entre 7 000 et 4 000 ans a atteint une longueur d'une dizaine de kilomètres au nord-nord-est du sommet. Issue de South Butte, la plus récente de ces coulées forme la cheire A.G. Aiken (A.G. Aiken Lava Bed), au sud-sud-est du sommet, il y a 4 000 ans environ,. La dernière des éruptions du mont Adams s'est produite autour de 950 avec des projections de téphras et peut-être l'émission d'une petite coulée de lave sur les basses pentes à l'est du volcan.
Il existe cinq lahars connus autour du mont Adams, dont un de mémoire d'homme. Il s'agit du Great Slide (littéralement le « grand glissement »), survenu en 1921. Le décrochement intervient au pied du glacier White Salmon et les roches sont entraînées sur 1,5 kilomètre, couvrant près de 2,5 km2 dans la vallée du Salt Creek. La présence de fumerolles est rapportée durant trois ans à la source du glissement de terrain, pouvant laisser supposer que l'événement a été provoqué par une petite explosion de vapeur.

### Histoire humaine
La présence amérindienne est avérée depuis 9 000 ans dans la région du mont Adams. De nombreuses tribus y pratiquaient la cueillette et la pêche, avant de s'y installer durablement.

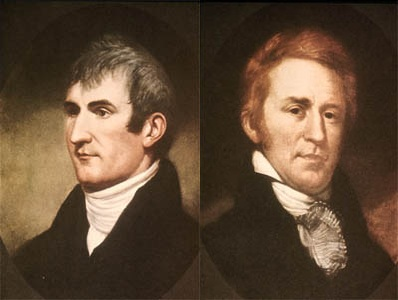
Portraits de Meriwether Lewis et William Clark, chefs de l'expédition qui redécouvre le mont Adams.

Le 19 octobre 1805, les membres de l'expédition Lewis et Clark sont les premiers Européens à apercevoir le mont Adams, depuis le confluent entre la rivière John Day et le fleuve Columbia, mais ils le confondent avec le mont Saint Helens, précédemment découvert par le navigateur britannique George Vancouver et son équipage à leur entrée dans le Puget Sound durant l'été 1792. Six mois plus tard, le 2 avril 1806, ils l'observent de nouveau, cette fois depuis le confluent entre la Willamette et le Columbia et prennent la mesure de leur découverte,. Toutefois, la confusion entre les deux volcans reste fréquente, à l'instar du Lieutenant Robert E. Johnson en 1841 et de John C. Frémont en 1843. Quant à la ressemblance avec le mont Hood, elle est notée en 1811 par David Thompson qui, en les observant tous deux, les décrit simplement comme deux « montagnes enneigées » ; elle coûte son erreur de nomenclature à Hall J. Kelley. George Gibbs rapporte d'ailleurs, en 1873, que leur ressemblance leur vaut d'être « confondu l'un et l'autre ». Durant une grande partie du XIXe siècle, ses caractéristiques géographiques continuent à faire l'objet d'importantes approximations cartographiques.
La première ascension du sommet est réalisée en septembre 1854 par A. G. Aiken, Edward J. Allen et Andrew Burge accompagnés de Shaw. Ils travaillent à la construction d'une route militaire par le col Naches. Il semble qu'à l'occasion d'un campement quelques kilomètres au nord-est de la montagne ils aient gravi le sommet par l'arête Nord. Cet exploit est relaté dans Steel Points en 1907 par George H. Himes, un pionnier proche des trois hommes, d'après le récit fait par Aiken. Une première tentative semble avoir précédemment été effectuée par un missionnaire et trois jeunes Amérindiens. Ils chevauchent par le versant sud puis laissent leurs animaux dès les premières neiges pour continuer à pied, avant de rebrousser chemin. Le récit de cette aventure est fait dans Mission Life in Oregon. Himes rapporte également l'ascension réussie, depuis la rivière White Salmon, en 1863 ou 1864, par Henry C. Coe, M. Phelps, Julia A. Johnson et Sarah Fisher.
La réserve indienne de Yakama (5 662 km2) est créée en 1855 sur le versant oriental du volcan, regroupant quatorze tribus amérindiennes de la nation yakama.
En 1890, le colon et alpiniste local C. E. Rusk effectue une série de reconnaissances jusqu'à la région reculée occupée par le mont Adams et sur les premières pentes du volcan, notamment jusqu'au glacier qui porte son nom. Il relate sa rencontre avec des Amérindiens alors qu'il se trouve à proximité de la limite des arbres. En 1901, il guide le glaciologue Harry F. Reid qui entame alors la première étude détaillée du volcan et nomme ses plus importants glaciers. En 1919, Rusk réalise plusieurs tentatives d'ascension par le versant oriental dont John H. Williams écrit dès 1912 que « les falaises et les cascades de glace épouvantent les alpinistes les plus chevronnés ». En 1921, Rusk emprunte un itinéraire par The Castle (« le Château »), un promontoire rocheux dont le sommet abrite désormais ses cendres. La même année, le Service des forêts des États-Unis construit la plus haute tour d'observation d'incendies des États-Unis, laquelle ne fonctionne que trois ans.
En 1929 et 1931, Wade Dean dépose deux demandes successives de concession afin de pouvoir exploiter le soufre sur le plateau sommital de 80 hectares. Après avoir tracé un chemin muletier, il transporte une machine de forage avec une pointe de diamant au sommet et commence à effectuer des sondages à travers la glace. Bien que des dépôts de soufre soient trouvés, la quantité extraite et la qualité du minerai ne sont pas assez bonnes pour qu'ils soient rentables et l'activité cesse en 1937 ; l'entreprise est définitivement abandonnée en 1959. Le mont Adams demeure le seul volcan des High Cascades à avoir été exploité commercialement,.
Hans-Otto Giese, Hans Grage, Otto Strizek, Walter Mosauer et Sandy Lyons réalisent la première ascension à skis le 16 juillet 1932. La première hivernale est réussie le 1er janvier 1937 par J. Daniel et W. Liebentritt. Le glacier Adams est franchi pour la première fois en 1945.

## Activités

### Randonnée et alpinisme
Depuis 1996, un laissez-passer est requis auprès du Service des forêts des États-Unis pour gravir le mont Adams au-dessus d'une altitude de 7 000 pieds (2 134 mètres), du 1er juin au 30 septembre. Son ascension est très populaire et peu technique et la collecte de cette taxe d'entrée permet d'investir, à hauteur de 80 % des fonds perçus sur le site, dans des infrastructures, dans la gestion des déchets, dans la sécurité et les secours et dans des programmes éducatifs.

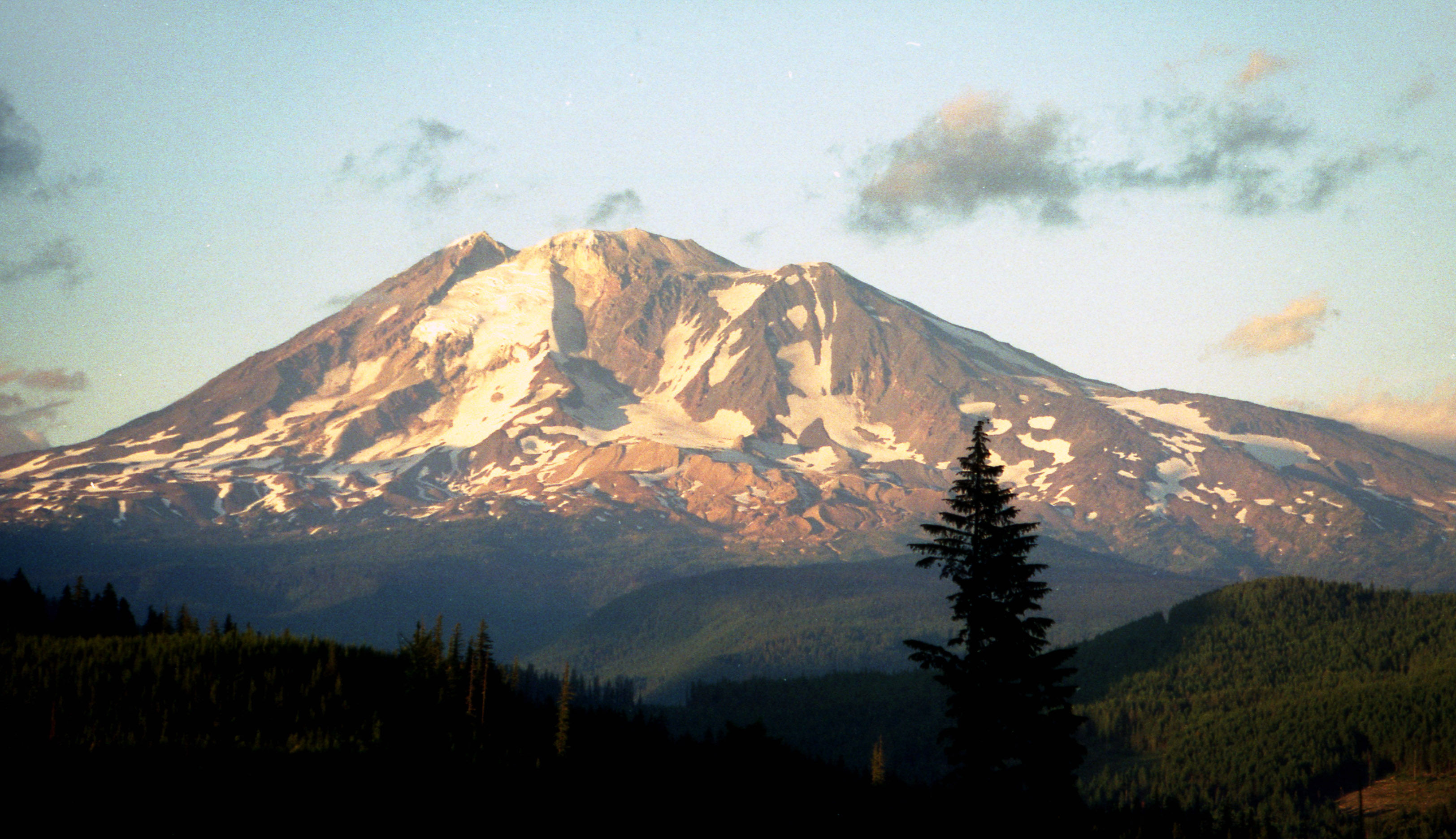
Vue du mont Adams depuis le sud.

L'itinéraire le plus facile et le plus populaire pour accéder au sommet est la South Spur Route (« voie de l'éperon Sud »), aussi appelée South Climb (« montée Sud »), South Side (« versant Sud ») ou South Rib (« côte Sud »). Il emprunte au départ le South Climb Trail #183 puis commence réellement au camping de Cold Springs à 1 700 mètres d'altitude. De ce point, il mesure 9,2 kilomètres et peut être parcouru en un ou deux jours (6 à 8 heures de montée, 4 à 6 heures de descente) à l'aide de crampons et de piolets. Non coté, sa pente maximale est de 30° et suit un tracé direct via le glacier Crescent, la crête Suksdorf et Piker's Peak,,. Il s'agit de l'itinéraire suivi par l'expédition de 1863 ou 1864.

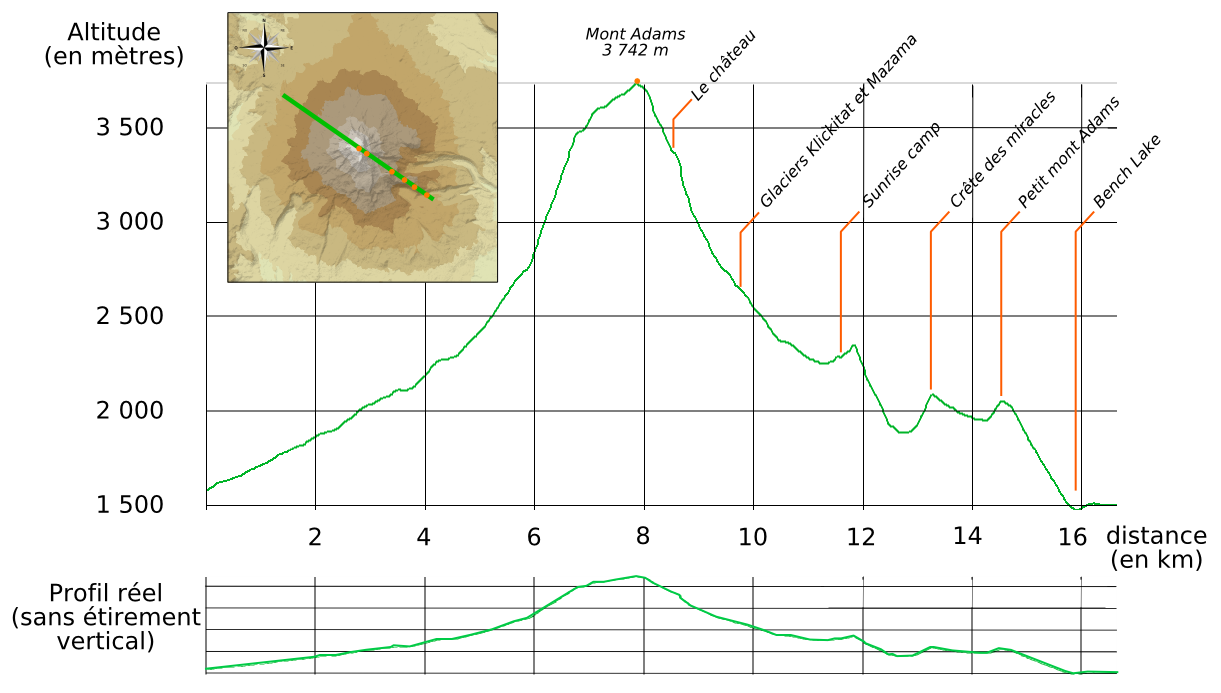
Carte orographique du mont Adams.

Il existe de nombreuses voies alternatives. La deuxième plus empruntée est la North Ridge (« arête Nord ») ou North Cleaver (« couperet Nord ») entre les glaciers Adams et Lava. Elle est intéressante à réaliser au printemps, lorsque le manteau neigeux est encore important. On y accède par le Killen Creek Trail #113 puis le High Camp Trail #10 sur 6,4 kilomètres. Elle présente des pentes modérées jusqu'à 40° mais elle est longue et la roche est parfois instable,,. L'approche par Killen Creek offre plusieurs voies secondaires, sur les versants nord ou ouest : par le glacier Wilson (coté IV avec des pentes à 55° ; Ed Cooper, Mike Swayne, juillet 1961 ; en hivernale Keith Edwards, Dwain Hess, février 1973), par la chute de glace Wilson (Fred Beckey, Herb Staley, juillet 1961), par deux variantes nord (Cornelius Molenaar, Robert W. Craig, septembre 1948) et sud (Tom Hargis Jr., Chris Cunningham, août 1966) du glacier Lyman, par l'arête Lava (Ed Cooper, John Holland, septembre 1961), par le glacier Lava (Alex Bertulis, Half Zantop, septembre 1965), par le couloir Stormy Monday (Craig Reininger, Eric Simonson, juillet 1975), par le glacier Adams (Fred Beckey, Dave Lind Robert Mulhall, juillet 1945), par l'arête Nord-Ouest (Al Givler, Dick LeBlond, Doug McGowan, juillet 1967) et deux variantes, par le glacier Pinnacle, par l'arête Ouest (Ralph Uber, Lew Maxwell, Wallace Juneau, Gary Faulkes, juillet 1963), par le glacier White Salmon, par le glacier Avalanche (Gene Angus, Roger Moreau, septembre 1957) et par la Southwest Chute (Tom Hargis Jr., Charles Lyon, Sean Maxwell, juin 1965),,.
Enfin, une troisième approche en versant sud-ouest est possible par Bird Creek. L'itinéraire le plus aisé emprunte le glacier Mazama en passant par South Butte et le glacier Gotchen. Il présente une pente maximale de 35° et n'est pas coté,. Des voies secondaires passent par le glacier Klickitat (variantes cotées III à IV, jusqu'à 60° ; Joe Leuthold, Russ McJury, Wendall V. Stout, juin 1938), par The Castle ou encore par le glacier Rusk sur le versant occidental (coté IV). Cette approche requiert, en sus du laissez-passer du Service des forêts, une autorisation auprès des autorités de la réserve indienne de Yakama.
La descente de la South Spur Route peut être réalisée à skis, en particulier durant les après-midi de juillet, lorsque la neige ramollit,. Elle présente un dénivelé de 2 100 mètres en été et a l'avantage d'être dépourvue de crevasse mais l'inconvénient d'être fréquemment encombrée par des arbres morts. Il est également possible de couper par la Southwest Chute et de finir la descente par le Round-the-Mountain Trail. Dans ce cas, le dénivelé est de 1 200 mètres et la qualité du terrain est très appréciée. D'autres itinéraires de ski de randonnée sont également possibles sur les glaciers Mazama, Avalanche, White Salmon, Lava, Gotchen et Crescent mais la qualité du terrain est moindre et la difficulté technique généralement un peu plus élevée.

### Protection environnementale

Carte des zones protégées autour du mont Adams.

Le versant occidental du mont Adams est localisé à l’intérieur de la forêt nationale Gifford Pinchot qui est gérée par le Service des forêts des États-Unis. Le volcan est en particulier protégé, depuis 1964, au sein de l'aire sauvage du mont Adams (Mount Adams Wilderness) ; elle atteint sa taille actuelle en 1984. Parmi les autres zones protégées situées à proximité se trouvent l'aire sauvage d’Indian Heaven (Indian Heaven Wilderness) au sud-ouest, l’aire sauvage de Goat Rocks (Goat Rocks Wilderness) au nord et le monument national volcanique du mont Saint Helens (Mount St. Helens National Volcanic Monument) à l’ouest.

### Évaluation et prévention des risques

Carte des zones à risques du mont Adams.

Des anomalies thermiques et des émissions de gaz, y compris du sulfure d'hydrogène, se produisent encore, en particulier sur le plateau sommital, ce qui prouve que le mont Adams est endormi et non éteint. Le risque qu'une nouvelle éruption se produise est toujours présent. Celle-ci devrait suivre le schéma dressé par les précédentes coulées de lave basaltique ou andésitique, avec formation de cônes de scories, sur les flancs du volcan. Ils ne devraient pas être éloignés de plus de dix kilomètres du sommet et les coulées de lave ne devraient pas excéder elles-mêmes dix kilomètres de long, soit une zone à risque de vingt kilomètres de rayon au maximum. Si l'éruption se produit à proximité du sommet, où la quantité de neige et de glace est importante, elle peut être accompagnée de lahars et d'inondations dans les vallées. Toutefois, la remontée de magma annonciatrice d'éruption est facilement détectable par les scientifiques : augmentation de la fréquence et de l'intensité des séismes, réchauffement des sources d'eau, émission de gaz, etc. Dans ce cas, la population pourrait être prévenue plusieurs jours à l'avance et être évacuée. Depuis le début du XXIe siècle, ces signes sont beaucoup moins intenses qu'au mont Saint Helens, au mont Hood ou au mont Rainier.
En raison de l'instabilité des roches constituant le cœur du volcan, il existe un risque élevé d'avalanche de débris. Sur le versant sud-ouest du volcan, la période entre deux phénomènes de ce type est de 1 500 ans au cours des 6 000 dernières années, sans qu'aucune preuve d'éruption simultanée n'ait été démontrée. Le risque est également important sur le versant est. Un événement d'ampleur exceptionnelle, plus volumineux que ceux connus depuis la fin de la dernière glaciation, a une probabilité plus faible mais pas nulle, d'autant que la quantité de roches altérées est mal connue en raison de la calotte glaciaire qui recouvre le sommet. S'il devait se produire sur les versants sud ou est, les lahars pourraient atteindre le fleuve Columbia mais seraient retenus en aval par le barrage de Bonneville ; sur les versants nord et nord-ouest, ils pourraient aboutir dans les rivières Lewis, Cispus et Cowlitz, des barrages situés cinquante à soixante kilomètres en aval pourraient là aussi contenir la boue et les inondations, à condition qu'ils soient préalablement vidés. Le suivi de la déformation des terrains du volcan peut permettre d'anticiper des avalanches de débris mais elles restent beaucoup plus imprévisibles que les éruptions et la prévention est plus difficile. Un lahar peut progresser à 50 km/h.
Les plans d'aménagement peuvent éviter les zones à risques, s'y adapter ou prévoir des installations pour réduire le danger. Cependant, la plus grande partie des zones potentiellement impactées sont situées en forêt nationale Gifford Pinchot ou dans la réserve indienne de Yakama et sont faiblement peuplées. Des campagnes de communication et des exercices d'évacuation sont régulièrement menés afin d'éduquer les habitants en cas de risque imminent.

## Culture populaire

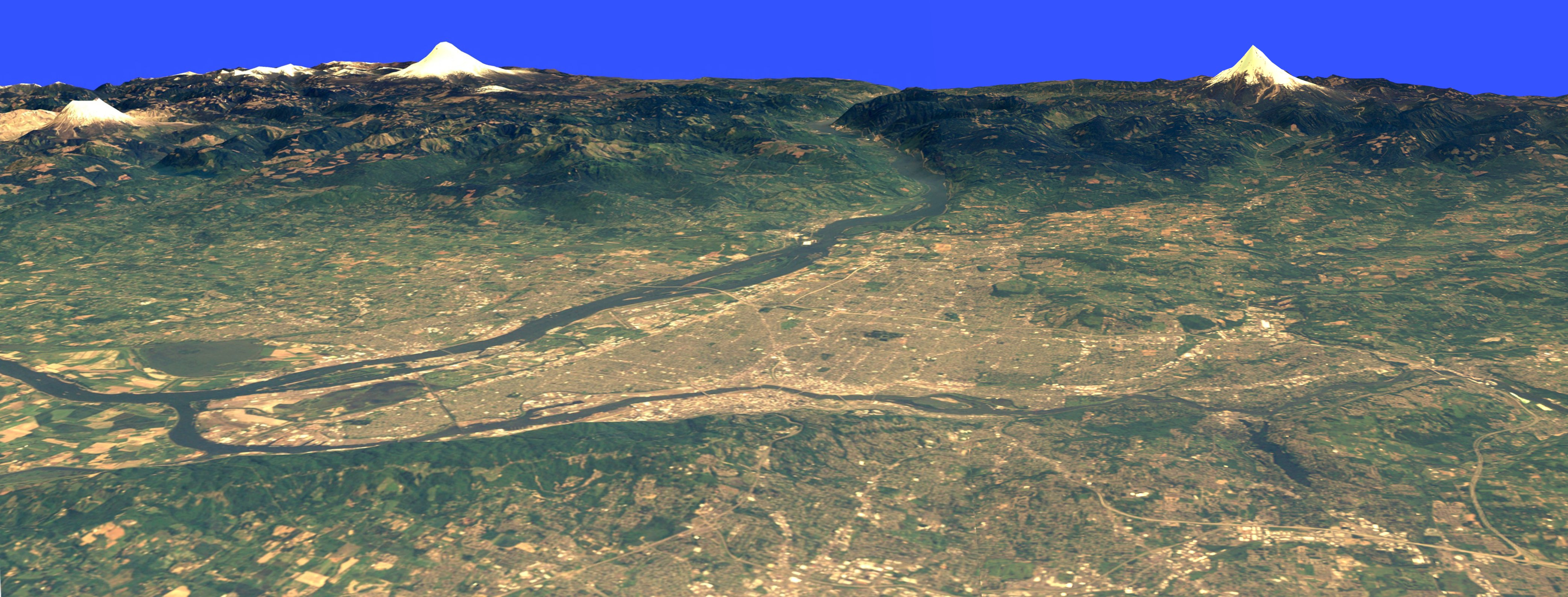
Image de synthèse de Portland (premier plan) avec le mont Adams (à gauche) et le mont Hood (à droite) qui se font face, séparés par la gorge du Columbia ; le mont Saint Helens est à l'extrême gauche.

Parmi les légendes fondées autour du Pont des Dieux, un glissement de terrain dont la datation est incertaine, la plus célèbre est celle des Klickitat. Elle raconte que Tyhee Saghalie, le chef de tous les dieux, et ses deux fils Pahto (aussi nommé Klickitat) et Wy'east voyagèrent jusqu'à la région du fleuve Columbia en provenance du nord à la recherche d'un lieu pour vivre. Émerveillés par la beauté du paysage, les enfants se querellèrent pour ce lieu. Pour résoudre la dispute, le père tira deux flèches avec son arc puissant : une vers le nord et une autre vers le sud. Pahto suivit la première alors que Wy'east suivit la seconde. Tyhee Saghalie construisit alors le Tanmahawis (« Pont des Dieux ») pour que sa famille puisse se revoir plus facilement. Lorsque les deux fils tombèrent amoureux de la même femme portant le nom de Loowit, celle-ci ne put choisir entre les deux. Les fils se battirent pour obtenir son cœur en détruisant à coup de feu et de pierres les forêts et les villages où se déroula le combat. Toute la zone fut ainsi détruite et la terre trembla si fort que le pont tomba dans le fleuve Columbia. Pour les punir, Tyhee Saghalie les transforma en grandes montagnes. Wy'east devint le volcan mont Hood, avec sa tête relevée en signe d'orgueil, et Pahto le volcan mont Adams, avec sa tête penchée vers son amour perdu. Loowit fut transformée en mont Saint Helens, alors d'apparence gracieuse, connu chez les Klickitats sous le nom de Louwala-Clough qui signifie « montagne fumante », alors qu'il est connu chez les Sahaptins en tant que mont Loowit.
Selon une autre légende amérindienne, Pah-to était l'une des cinq femmes du Soleil. Après avoir décapité par jalousie Wahkshum et Plash-Plash, respectivement Simcoe Mountain et les Goat Rocks, situés plus à l'est et à qui parlait d'abord le Soleil chaque matin. Désormais fière et forte de sa hauteur mais non satisfaite, elle se dirigea vers le sud et franchit la gorge du Columbia. Elle prit tous les animaux et toutes les plantes des montagnes qu'elle rencontrait. Aucune sanction n'était prise et aucune montagne n'osait s'élever face à Pahto, jusqu'à ce que Klah Klahnee, les Three Sisters, leur ouvre les yeux sur sa cupidité. Elles se rendirent au nord pour convaincre Wy'east d'intervenir selon ces mots : « Pourquoi ne détruis-tu pas Pahto ? Pourquoi la laisses-tu prendre le meilleur de toi ? Tu es grand et fort. Un jour, il y aura des gens sur Terre. Quand ils découvriront que nous avons laissé Pahto nous détruire et nous voler, ils se moqueront de nous. » Wy'east accepta d'abord de parlementer avec Pahto mais, face à son avidité, ils se battirent et Wy'east la frappa sur son versant oriental et la décapita à son tour, formant un amoncellement de rochers sur son versant septentrional. Il rendit en grande partie aux autres montagne ce qui leur avait été pris. Le Grand Esprit, trouvant la punition de Pahto méritée mais soucieux de calmer sa mesquinerie, décida de lui offrir un grand aigle blanc et son fils l'aigle rouge qui se posèrent sur son épaule droite en guise de nouvelle tête. Pahto promit de laisser les autres montagnes tranquilles et de ne plus inonder la terre de ses colères,.